# Jardín botánico Oro Verde
El Jardín Botánico Oro Verde es un jardín botánico de unas  21,5 hectáreas de extensión, que se encuentra en la localidad de Oro Verde, Provincia de Entre Ríos, cerca de la ciudad de Paraná. Depende administrativamente de la « Facultad de Ciencias Agropecuarias » de la Universidad Nacional de Entre Ríos. Es miembro de la Red Argentina de Jardines Botánicos, y del BGCI, presentando trabajos para la International Agenda for Botanic Gardens in Conservation. Su código de identificación internacional es ERA.

## Historia
Fue creado en 1995 bajo los auspicios de la cátedra de Botánica de la Universidad Nacional de Entre Ríos, siguiendo las normas del Botanic Gardens Conservation International (BGCI).

## Colecciones
Este jardín botánico tiene funciones educativas para la enseñanza, además de para la investigación, conservación de plantas de la zona, y vertiente de ocio para el público en general que se acerca a conocerlo.
Sus colecciones todavía están en formación, en las existentes, se incluyen :
- Jardín sistemático (11,5 ha), plantas rotuladas según el sistema de clasificación de Engler-Diels, está en formación y cuando esté completado albergará 35 órdenes, 92 familias, 544 especies y 1403 individuos.
- Plantas nativas de la región (10 hectáreas), con árboles, arbustos y plantas herbáceas de Paraná.
- Jardín agrobotánico
- Plantas medicinales
- Colección de orquídeas
- Colección de cactus
- Herbario
- Index Seminum